# Whistleblower

FBI-Ermittler Mark Felt war unter dem Pseudonym Deep Throat für die Washington-Post-Reporter Bob Woodward und Carl Bernstein der wichtigste Informant der Watergate-Affäre, die 1974 zum Rücktritt des US-Präsidenten Richard Nixon führte.

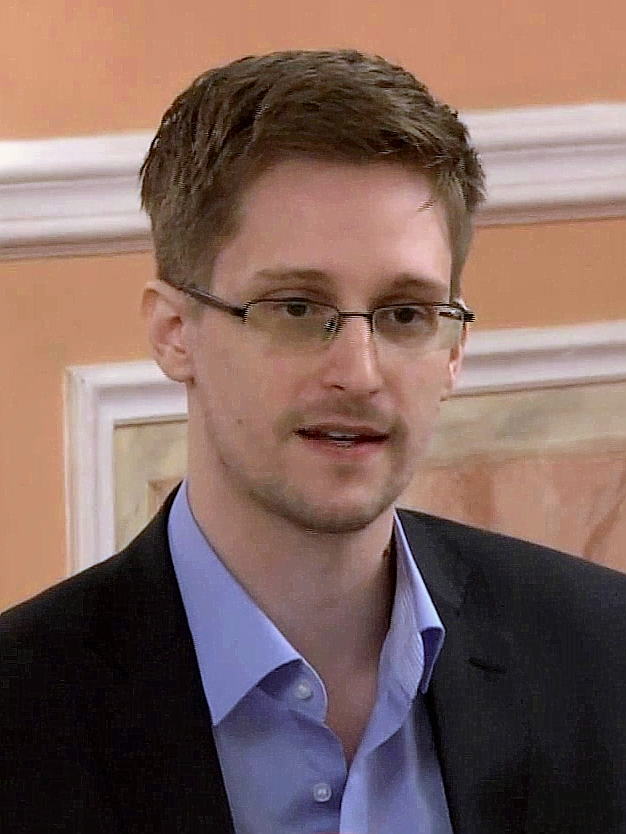
Der ehemalige CIA-Mitarbeiter Edward Snowden brachte im Sommer 2013 tausende geheime Dokumente über die weltweite Überwachung durch britische und US-Geheimdienste an die Öffentlichkeit und löste damit eine globale politische Affäre aus.

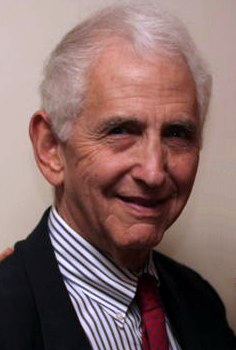
Daniel Ellsberg brachte 1971 die geheimen Pentagon-Papiere an die Öffentlichkeit und enthüllte damit die Täuschung der Öffentlichkeit über den Vietnamkrieg durch mehrere US-Regierungen.

Ein Whistleblower (im deutschen Sprachraum in der Vergangenheit und heute zunehmend auch wieder Informant, Hinweisgeber, Enthüller oder Aufdecker) ist eine Person, die für die Öffentlichkeit wichtige Informationen aus einem geheimen oder geschützten Zusammenhang veröffentlicht.

## Allgemeines
Zu den von Whistleblowern offengelegten Missständen beziehungsweise Straftaten gehören typischerweise Korruption, Insiderhandel, Menschenrechtsverletzungen, Datenmissbrauch oder allgemeine Gefahren, von denen sie an ihrem Arbeitsplatz oder in anderen Zusammenhängen erfahren haben. Im Allgemeinen betrifft dies vor allem Vorgänge in der Politik, in Behörden und in Wirtschaftsunternehmen.
Whistleblower genießen in Teilen der Öffentlichkeit ein hohes Ansehen, weil sie für Transparenz sorgen und sich als Informanten selbst in Gefahr begeben, strafbar machen oder anderweitige gravierende Auswirkungen auf ihr Leben und ihre Arbeit riskieren. Häufig werden Whistleblower gemobbt und ihr Arbeitsverhältnis gekündigt. Sie werden auch wegen Geheimnisverrats vor Gericht gebracht (vgl. Vergeltung). Hieran zeigt sich die Ambivalenz im Verhalten von Gesellschaft und Rechtsstaat: Whistleblower erfahren zwar meist die Unterstützung der Bürger und können sich somit auf eine moralische Legitimität stützen, der jedoch oftmals eine Illegalität dieses Handelns gegenübersteht – Rechtfertigung und juristische Folgen fallen also auseinander. Besonders bei hochbrisanten Themen wie Waffenhandel, organisierter Kriminalität oder Korruption auf Regierungsebene gab es Fälle, bei denen Whistleblower Auftragsmorden zum Opfer fielen, auf ungeklärte Weise in relativ jungem Alter plötzlich verstarben oder vermeintlich Suizid begingen. In einigen Ländern genießen Whistleblower daher besonderen gesetzlichen Schutz.
Die gelieferten Informationen sind meist sensibler Natur und können zur Rufschädigung von Personen und Institutionen beitragen. Es gab auch Fälle, bei denen Regierungen oder Regierungschefs aufgrund solcher Veröffentlichungen zurücktreten mussten, wie bei der Watergate-Affäre in den USA. Daher versuchen die veröffentlichenden Medien, Organisationen oder Enthüllungsplattformen wie etwa Wikileaks in der Regel, die Glaubwürdigkeit und Echtheit der Informationen vor ihrer Publizierung gründlich zu überprüfen. Damit schützen sie sich auch vor späteren Vorwürfen mangelnder Sorgfalt und Manipulierbarkeit. Whistleblower sind oft die zentrale oder einzige Quelle für investigative Journalisten, die an der Aufdeckung von politischen Affären oder Wirtschaftsskandalen arbeiten.
Trotz der Repressionen, die Whistleblower riskieren und einige von ihnen erleiden, würden sich – laut einer US-Studie (Don Soeken) – 84 % von ihnen in der gleichen Situation noch einmal genauso oder ähnlich verhalten.

## Herkunft des Begriffs
Die Herkunft des Begriffs „Whistleblower“ in diesem Zusammenhang ist nicht eindeutig belegt. Es besteht eventuell eine semantische Beziehung zu dem deutschen Begriff „verpfeifen“. Als mögliche Herkunft gelten sowohl englische Polizisten, die mittels einer Trillerpfeife andere Polizisten auf einen Verbrecher aufmerksam machten, als auch Schiedsrichter beim Fußball, die durch Pfeifen das Spiel nach Regelverstößen unterbrechen.
Der Anglist Anatol Stefanowitsch vermutet, dass sich das Wort von der englischen Redeweise to blow a whistle ableitet, was laut dem American Heritage dictionary of idioms allgemein das Aufdecken von Fehlverhalten bzw. ursprünglich das Beenden einer Tätigkeit bedeute. Das Substantiv whistle-blower taucht im englischen Sprachgebrauch erstmals in den 1970er Jahren in der heute üblichen Bedeutung auf. Im Deutschen existiert der Begriff etwa seit Mitte der 1980er Jahre und ist seit 1997 belegt.

## Merkmale und Bedeutung

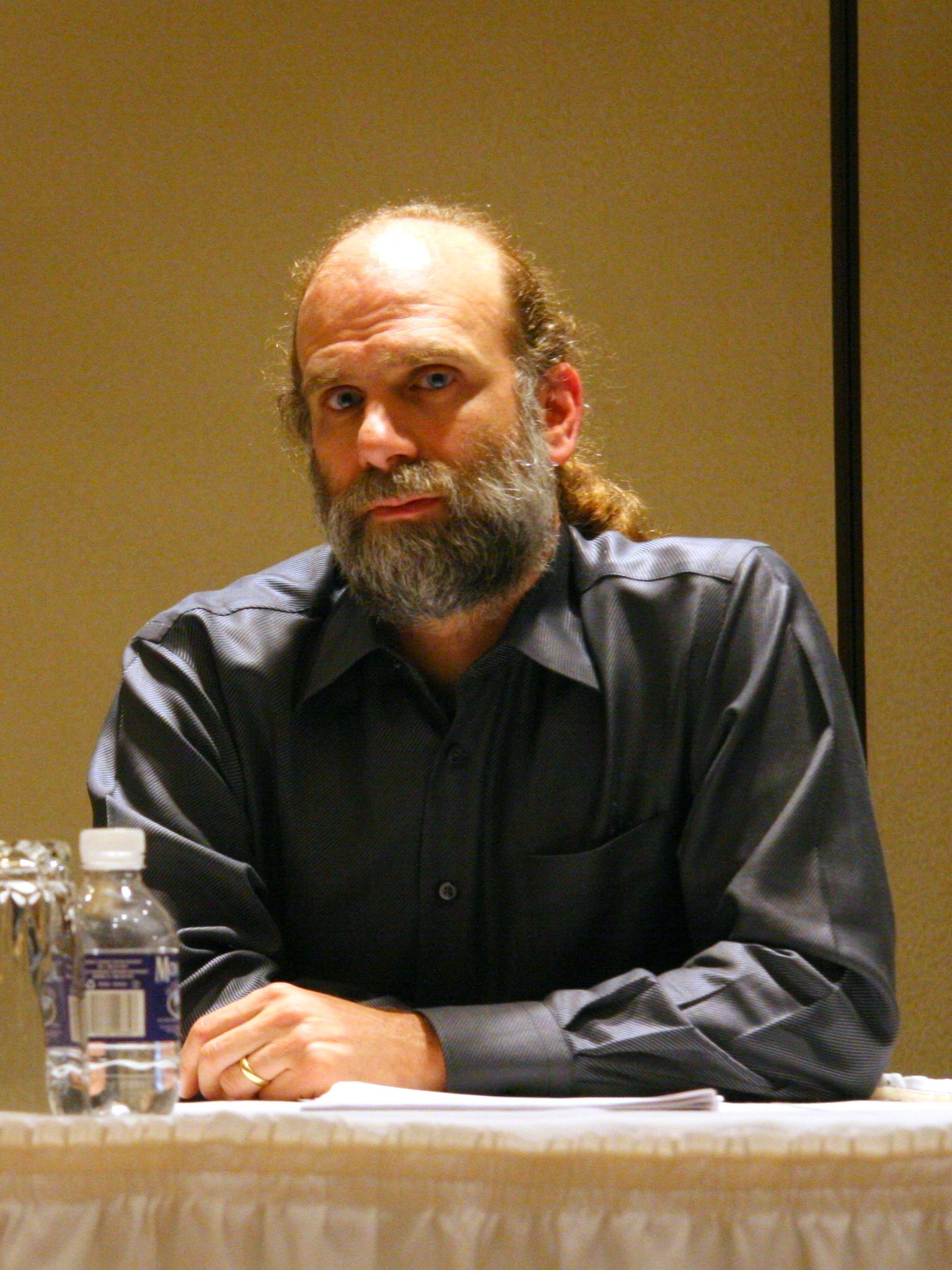
Laut dem IT-Experten Bruce Schneier braucht die Gesellschaft Whistleblower, um über illegales Handeln von Regierungen informiert zu werden – denn die Menschen hätten etwa ein Recht darauf zu wissen, wer sie wie ausspioniere.

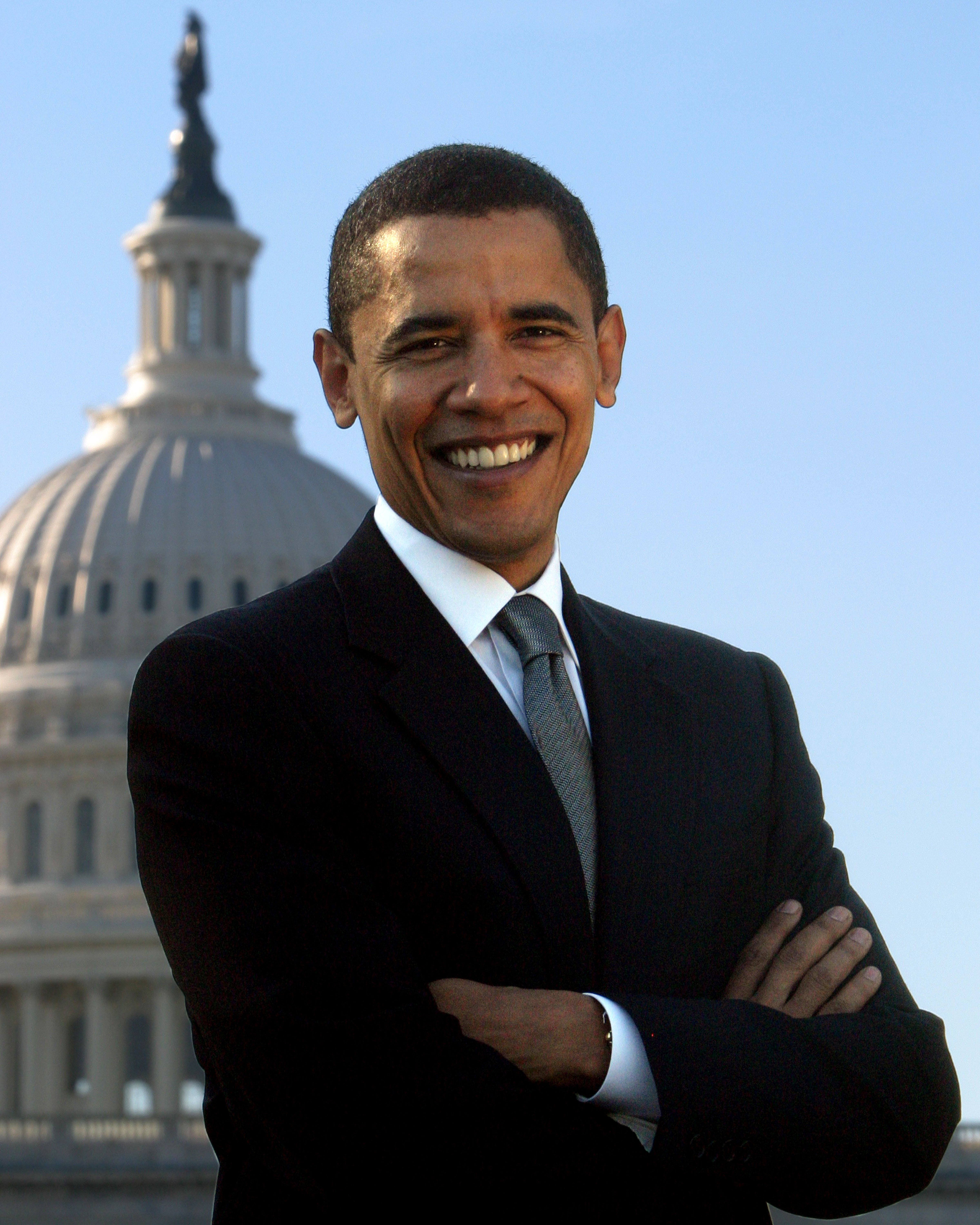
Barack Obama, von 2009 bis 2017 US-Präsident

Barack Obama sprach vor seiner Wahl zum Präsidenten bewundernd über Whistleblower als „wertvollste Quelle“ für Informationen über Regierungsfehlverhalten und versprach die Transparenz des Regierungshandelns zu steigern. Kritiker merkten jedoch an, dass während seiner Präsidentschaft bereits bis 2011 fünf Whistleblower nach dem Espionage Act angeklagt worden waren, welcher auch die Todesstrafe vorsieht – mehr als unter allen US-Präsidenten vor ihm zusammen. Obama weitete das Geheimhaltungsregime weit über das hinaus aus, was selbst die Bush-Regierung beabsichtigt hatte.

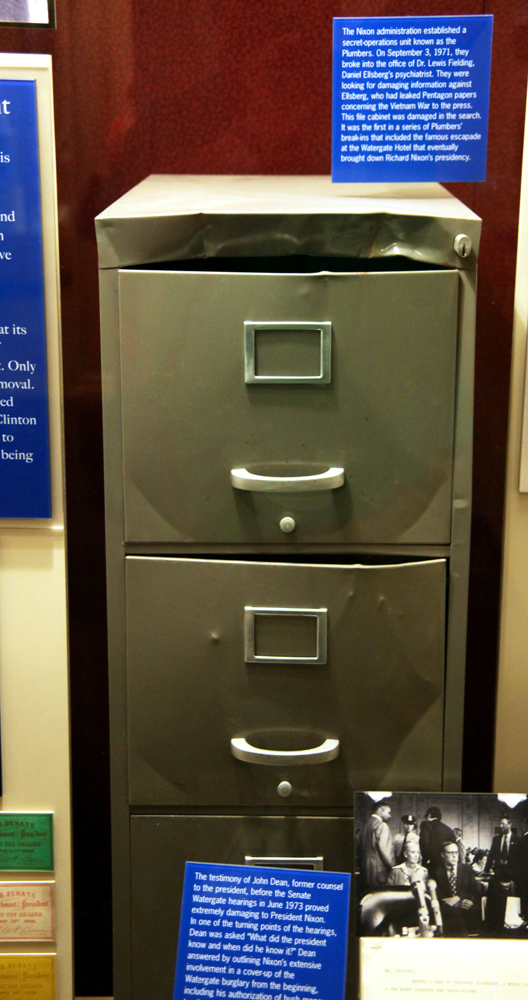
Watergate-Skandal – der von CIA- und FBI-Mitarbeitern bei einem Einbruch im Watergate-Gebäude aufgebrochene Aktenschrank des Psychiaters von Whistleblower Daniel Ellsberg steht heute im Smithsonian Museum.

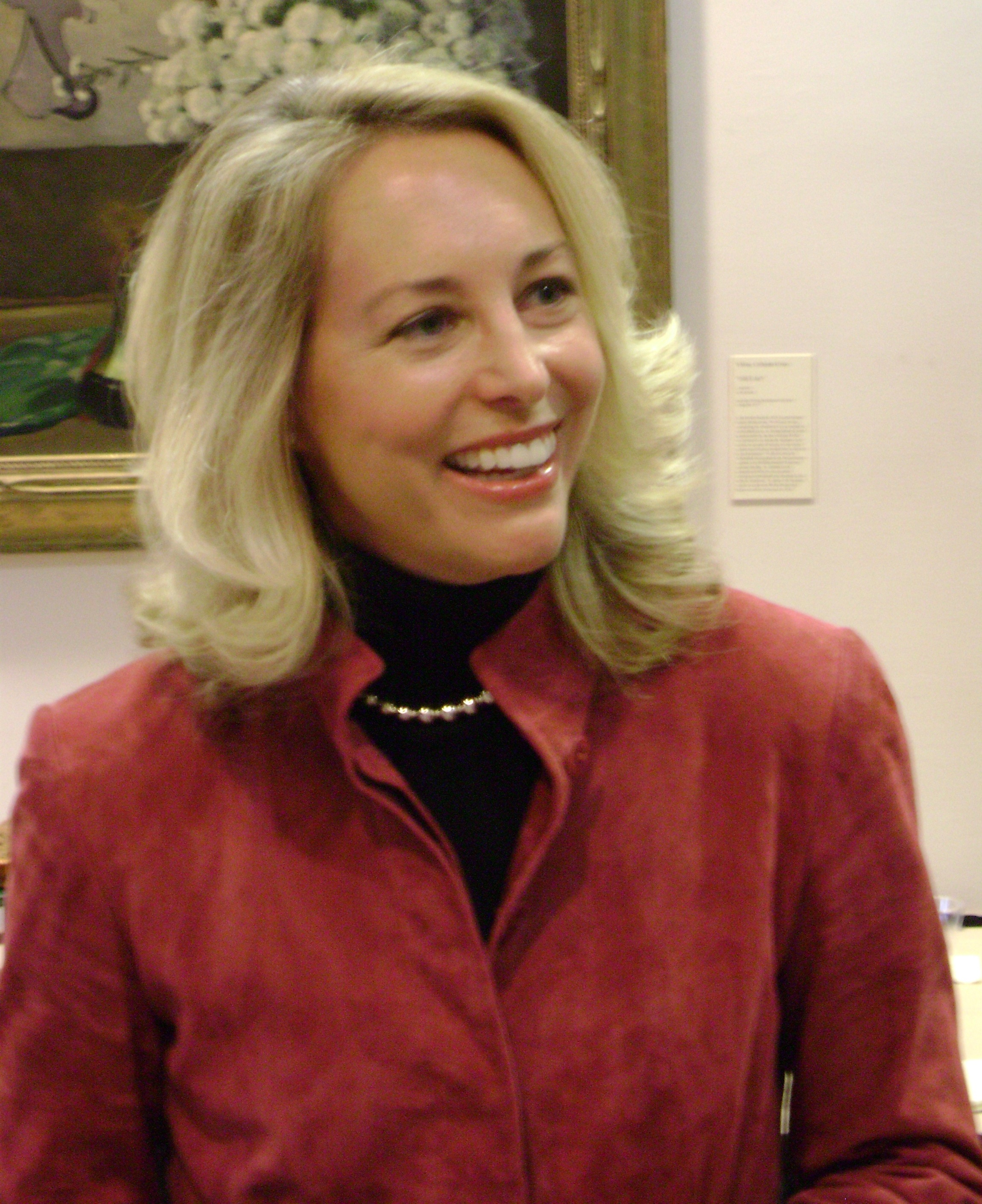
Die CIA-Agentin Valerie Plame wurde als Racheakt für das Whistleblowing ihres Mannes, des Diplomaten Joseph Wilson, von Mitgliedern der Regierung von George W. Bush enttarnt.

Die Abläufe des Whistleblowings unterscheiden sich stark. Während manche Personen große Berühmtheit erlangen und sich Gerichten stellen müssen, wie Chelsea Manning (mit Wikileaks-Gründer Julian Assange), bleiben andere, auch aus Selbstschutz, im Dunkeln und werden von den veröffentlichenden Medien gedeckt. Der Whistleblower der größten Überwachungs- und Spionageaffäre (2013), Edward Snowden, entschied sich, aus der Anonymität herauszutreten und nach Veröffentlichung seiner digital kopierten Geheimdokumente über das PRISM-Überwachungsprogramm selbst seine Identität über die Presse zu offenbaren. Dies tat er nach eigenen Angaben, weil er sich von der Bekanntheit seiner Person größeren Schutz vor eventuellen Strafmaßnahmen der US-Regierung versprach.
Ein für das Whistleblowing im Alltag typischer Fall spielte sich zwischen 2011 und 2013 in Großbritannien ab: Im Gesundheitssystem National Health Service (NHS) gab es in einigen Einrichtungen auffallend viele Fälle vernachlässigter oder missbrauchter Patienten sowie eine Häufung von Todesfällen. Die Regierung setzte daraufhin eine Kommission zur Qualitätssicherung (CQC) ein. Weil viele Mitarbeiter der CQC jedoch nicht geschult waren, Pflegeeinrichtungen zu evaluieren, teilten einige diesen Missstand der CQC-Leitung mit, darunter Amanda Pollard. Sie ging erst dann mit ihrem internen Wissen an die Presse (und wurde damit zur Whistleblowerin), als sie merkte, dass ihre Vorgesetzten nicht nur nicht reagierten, sondern ihre Kritik als Belanglosigkeiten und Diffamierungen hinstellten. Damit wurde der Skandal öffentlich, und die CQC-Führung ermunterte Mitarbeiter nun offen, Missstände zu benennen, und richtete dafür eine eigene Telefonnummer für Whistleblower ein.
Ein gewisser Schutz des Whistleblowers kann sich ergeben, wenn die Enthüllung große Aufmerksamkeit nach sich zieht und deswegen z. B. das Management, um nicht einen weiteren Imageschaden zu riskieren, nicht gegen den enthüllenden Mitarbeiter offen vorgeht (verdeckte Denunziation ist jedoch auch hier möglich). In vielen Fällen tritt diese Aufmerksamkeit aber nicht ein, wodurch Whistleblower ohne größere Unterstützung der Verfolgung ausgesetzt sind. Befürworter des Whistleblowings sehen zur Eindämmung von Korruption und zur verantwortungsvollen Sicherung des sozialen Friedens Whistleblower-Schutzgesetze deswegen als dringend notwendig an. Die Schutzgesetze, so wird auch eingewendet, sind aber wegen der Möglichkeiten moderner Technik bei mächtigen Organisationen (Unternehmen, Regierungen) oft nicht ausreichend, sodass Whistleblower auf verlässlich funktionierende Anonymität und Datenschutz-Mechanismen angewiesen sind.
Ist das veröffentlichte Material von großer Brisanz, etwa wenn es sich auf Fehlverhalten oder Verbrechen auf Regierungsebene bezieht, unternehmen die dadurch entlarvten Personen oder Institutionen teilweise erhebliche Anstrengungen, um weitere Veröffentlichungen zu verhindern. Als die New York Times am 13. Juni 1971 begann, die von Daniel Ellsberg gelieferten geheimen Pentagon-Papiere abzudrucken – die die jahrelange gezielte Täuschung der Öffentlichkeit über wesentliche Aspekte des Vietnamkriegs offenlegten –, versuchte die US-Regierung unter Präsident Richard Nixon mit allen Mitteln, eine weitere Veröffentlichung zu verhindern. Zu seinem Berater Henry Kissinger sagte Nixon unter anderem:

“Let’s get the son-of-a-bitch in jail!”

„Lasst uns diesen Hurensohn [Anm.: gemeint ist Ellsberg] hinter Gitter bringen!“

Nach drei veröffentlichten Folgen der „Papers“ in der New York Times ließ Nixon weitere Zeitungsberichte verbieten – ein bis dahin einmaliger Fall von Zensur in der US-Geschichte. Ellsberg gab die Dokumente an 18 andere Zeitungen. Auch diesen wurde die Veröffentlichung verboten. Der Streit ging bis vor den Obersten Gerichtshof (Supreme Court), der die Veröffentlichung per Grundsatzurteil am Ende erlaubte. Ellsberg wurde trotzdem als Spion nach dem Espionage Act von 1917 angeklagt. Ihm drohten 115 Jahre Haft. Der Prozess platzte allerdings, als herauskam, dass Nixon Ellsberg hatte ausspähen lassen und einem Einbruch in die Praxis von Ellsbergs Psychiater zugestimmt hatte – man hatte sich erhofft, in Ellsbergs Patientenakte Belastendes über ihn zu finden, das zu seiner Diskreditierung hätte eingesetzt werden können. Mit dieser illegalen Operation war dasselbe Team von ehemaligen und aktiven FBI- und CIA-Agenten betraut worden, das ein Jahr später in den Watergate-Gebäudekomplex einbrach und den gleichnamigen Skandal lostrat, der Nixon 1974 das Amt kostete. Auch diese politische Affäre wurde durch einen Whistleblower an die Öffentlichkeit gebracht, den FBI-Mitarbeiter Mark Felt, dessen Identität die Washington-Post-Reporter Bob Woodward und Carl Bernstein allerdings bis 2005 geheim hielten.
In dem betreffenden Grundsatzurteil des obersten Gerichts legten die Richter fest, dass das Geheimhaltungsinteresse des Staates an von Whistleblowern gelieferten geheimen Regierungsdokumenten im Zweifelsfall hinter dem Interesse der Öffentlichkeit und der Pressefreiheit zurückstehen müsse. Einer der Richter schrieb dazu:

“Only a free and unrestrained press can effectively expose deception in government. And paramount among the responsibilities of a free press is the duty to prevent any part of the government from deceiving the people and sending them off to distant lands to die of foreign fevers and foreign shot and shell.”

„Nur eine freie, unbehindert agierende Presse kann effizient Täuschungen durch die Regierung aufdecken. Und über allen Verantwortlichkeiten einer freien Presse steht die Pflicht, jeglichen Teil der Regierung daran zu hindern, die Menschen zu betrügen und in ferne Länder zu schicken, um an fremdländischen Krankheiten und fremdländischen Kugeln und Granaten zu sterben.“

## Missbrauchsgefahr
Das Whistleblowing kann auch von interessierter Seite (etwa von Geheimdiensten) benutzt werden, um Falschinformationen zu streuen, und damit zum Beispiel zu ungerechtfertigten Diffamierungen einzelner Personen oder Einrichtungen führen. Whistleblowing-Portale wie Wikileaks sind sich dieser Risiken ausdrücklich bewusst und sind bestrebt, den Wahrheitsgehalt der Informationen vor der Veröffentlichung genau zu überprüfen. Auch Medien, die Informationen von Whistleblowern verbreiten, prüfen diese in der Regel sorgfältig.
Eine weitere Gefahr besteht darin, dass belastende, aber unzutreffende Informationen der Presse zugespielt werden. Solche Falschinformationen, die sich den Anschein des Whistleblowings geben, können für Institutionen, Unternehmen und Personen großen Schaden verursachen. Gesetzlich handelt es sich bei solchen Aktionen nicht um Whistleblowing, vielmehr handelt es sich um rufschädigendes Verhalten, das strafrechtlich verfolgt wird (vgl. Tratsch).
Zudem besteht die Gefahr, dass Whistleblower zutreffendes, belastendes Material zeitlich gezielt veröffentlichen oder auch bewusst zurückhalten, um persönlichen Motiven entsprechend politischen oder gesellschaftlichen Einfluss zu nehmen.

## Rechtslage

### Europa

#### Überstaatlich

##### Europarat
Auf supranationaler Ebene schlägt der Europarat mit seiner Empfehlung CM/Rec(2014)7 von April 2014 seinen Mitgliedsstaaten die gesetzliche nationale Reglung zum Schutz von Whistleblowern vor. Dazu gab das deutsche Bundesministerium der Justiz und für Verbraucherschutz dem Europäischen Ausschuss für rechtliche Zusammenarbeit ein erläuterndes Memorandum.

##### Europäische Union
Das Europäische Parlament hat den Mitgliedstaaten im April 2018 einen Vorschlag für mehr Schutz der Whistleblower vorgelegt. Nach einem internen Beschwerdeverfahren wurde er veröffentlicht. Als die Mitgliedstaaten ihn im Februar 2019 verhandelten, bestanden die Regierungen Deutschlands, Österreichs, Frankreichs, Italiens und der Niederlande darauf, nur diejenigen zu schützen, die ein dreistufiges Meldeverfahren durchlaufen haben, bevor sie sich an die Öffentlichkeit wenden. Dieser Ansatz wurde letztendlich aber nicht in die Richtlinie übernommen.
Die Richtlinie (EU) 2019/1937 zum Schutz von Personen, die Verstöße gegen das Unionsrecht melden (siehe Hauptartikel: Hinweisgeberrichtlinie), wurde am 23. Oktober 2019 unterzeichnet und am 26. November 2019 im Amtsblatt der EU verkündet. Die Richtlinie soll gemeinsame Mindeststandards zur Gewährleistung eines wirksamen Hinweisgeberschutzes in der Europäischen Union schaffen. Hinweisgebende Personen sollen stärker geschützt werden, weil sie einen wesentlichen Beitrag zur Rechtsdurchsetzung leisten. Nach einer Übergangsfrist von 2 Jahren, soll die Richtlinie in allen EU-Mitgliedstaaten in nationales Recht umgesetzt werden. Eine aktuelle Übersicht zum Umsetzungsstatus kann unter dem EU Whistleblowing Monitor abgerufen werden.
Im Oktober 2021 betonte die EU-Generaldirektion Justiz und Verbraucher, Gleichstellung und Rechtsstaatlichkeit, dass auch explizit Ministerien als juristische Personen des öffentlichen Sektors verpflichtet seien, interne Meldewege für ihre Mitarbeiter einzurichten.
Bei Luftfahrtpersonal fördert der EU-Datenschutzbeauftragte anonyme und sanktionsfreie Mitteilungen.

#### Deutschland

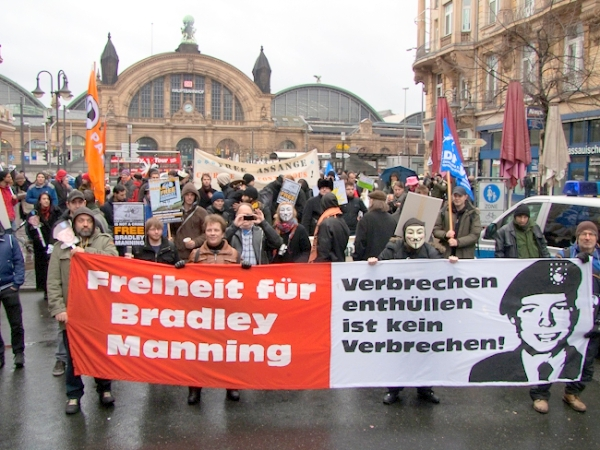
Unterstützungs-Kundgebung für den US-Whistleblower Bradley Manning (heute Chelsea Manning) in Frankfurt am Main am 21. Januar 2012.

Als Entsprechung für den angloamerikanischen Rechtsbegriff hat sich in Deutschland der Begriff Hinweisgeber durchgesetzt. Im am 2. Juni 2023 verkündeten Gesetz für einen besseren Schutz hinweisgebender Personen (Hinweisgeberschutzgesetz – HinSchG) ist vor allem von hinweisgebenden Personen die Rede.
Am 4. Juni 2008 war ein von drei Bundesministerien vorgelegter Gesetzentwurf zur Einführung eines neuen § 612a BGB zum Informantenschutz für Arbeitnehmer Gegenstand einer öffentlichen Anhörung des Ausschusses für Ernährung, Landwirtschaft und Verbraucherschutz des Deutschen Bundestages.
Am 1. April 2009 hat das Beamtenstatusgesetz das bisherige Beamtenrechtsrahmengesetz für den Bereich der Länder und Kommunen abgelöst. In § 37 Abs. 2 Nr. 3 durchbricht es die grundsätzliche Pflicht der Beamten zur Verschwiegenheit über dienstliche Angelegenheiten (Abs. 1). So dürfen sie neben den in § 138 StGB katalogisierten anzeigepflichtigen Verstößen Korruptionsstraftaten nach §§ 331– 337 StGB direkt bei der obersten Dienstbehörde oder der Staatsanwaltschaft anzeigen. Für Bundesbeamte gilt das entsprechend nach § 67 Abs. 2 Nr. 3 Bundesbeamtengesetz vom 5. Februar 2009.
Das Landeskriminalamt Niedersachsen sowie das Landeskriminalamt Baden-Württemberg haben für anonyme Hinweise auf Korruption ein elektronisches Whistleblowing-System in Betrieb genommen. Das Business Keeper Monitoring System wird mit unterschiedlichen Schwerpunkten auch von speziellen Ermittlungseinheiten in Unternehmen, Behörden und Regierungen angewendet.
Am 21. Juli 2011 urteilte der Europäische Gerichtshof für Menschenrechte (EMGR), dass die Veröffentlichung von Missständen beim Arbeitgeber durch einen Arbeitnehmer von der in der Europäischen Menschenrechtskonvention garantierten Freiheit der Meinungsäußerung gedeckt sein kann. Im entschiedenen Fall urteilte es, das deutsche Landesarbeitsgericht habe nicht ausreichend die Meinungsfreiheit einer Altenpflegerin berücksichtigt, der nach ihrer Strafanzeige gegen ihren Arbeitgeber wegen Mängeln in der Pflege fristlos, laut EMGR aber ungerechtfertigt gekündigt worden war. Die damalige Bundesregierung vertrat dazu die Auffassung, Mitarbeiter, die auf Missstände in ihren Unternehmen hinweisen (Whistleblower), seien durch bestehendes Arbeitsrecht und kündigungsrechtliche Vorschriften geschützt, und verwies auf die laufende Diskussion der G20-Staaten zur Entwicklung von Standards weiteren Schutzes. Das antwortete sie auf eine Kleine Anfrage der Fraktion Bündnis 90/Die Grünen, die ihre Frage mit ihrer Ansicht erklärt hatte, oft bestehe großes öffentliches Interesse an Informationen solcher Hinweisgeber, denen häufig arbeits- und dienstrechtliche Konsequenzen drohten.
Ein Antrag der Länder Berlin und Hamburg im Bundesrat, eine Entschließung des Bundesrates zur gesetzlichen Verankerung des Informantenschutzes für Arbeitnehmerinnen und Arbeitnehmer im Bürgerlichen Gesetzbuch zu verabschieden, lehnte dieser in seiner 888. Sitzung am 14. Oktober 2011 ab. Die beantragte Entschließung sollte die Bundesregierung zum Entwurf eines Gesetzes bewegen, das Arbeitnehmer, die durch Hinweise oder Unterstützungshandlungen Dritte auf die betriebliche Verletzung gesetzlicher Pflichten aufmerksam machen, vor unverhältnismäßigen Sanktionen der Arbeitgeber schützen sollte. Nach Auffassung der Antragsteller fehlten klare und eindeutige Regelungen zum Informantenschutz; es bestehe eine Regelungslücke; das und zum Teil divergierende Gerichtsentscheidungen führten zu einer erheblichen Rechtsunsicherheit für Arbeitnehmer.
Die SPD-Fraktion im Deutschen Bundestag hat im Februar 2012 einen Entwurf eines Hinweisgeberschutzgesetzes veröffentlicht. Damit wurde erstmals ein eigenes Gesetz zur Whistleblower-Problematik vorgeschlagen. Danach hat die Fraktion von Bündnis 90/Die Grünen den Entwurf eines Whistleblower-Schutzgesetzes in den Bundestag eingebracht. Der Gesetzentwurf der Grünen vom Mai 2012 sah anders als der am Allgemeinen Gleichbehandlungsgesetz (AGG) orientierte SPD-Entwurf kein eigenständiges Hinweisgeberschutzgesetz vor, sondern die Änderung und Ergänzung bestehender Gesetze.
Ab 1. Januar 2014 verpflichten strengere aufsichtsrechtliche Regelungen Kreditinstitute in Deutschland zur Einrichtung eines Hinweisgeberprozesses.
Die Frist zur Umsetzung der Richtlinie (EU) 2019/1937 endete 17. Dezember 2021. Seit 2020 gab es einen Referentenentwurf für ein Gesetz zum Schutz von Hinweisgebern, der aber umstritten war: Thomas Fischer äußerte Bedenken wegen eines zu weitgehenden Schutzes der Hinweisgeber. Für weiten Schutz der Hinweisgeber nahm der DGB Stellung. Man erörterte Auswirkungen der Entscheidung des EGMR vom 16. Februar 2021 zu Lasten des Hinweisgebers auf die Umsetzung der Richtlinie. Gefragt, warum sich die Umsetzung der EU-Richtlinie verzögere, erklärte die damals zuständige Ministerin Christine Lambrecht der FAZ im Mai 2021, Bundeswirtschaftsminister Altmaier blockiere das mit fachlichen Einwänden gegen den Entwurf. Die sogenannte Whistleblower-Richtlinie wurde also nicht fristgerecht umgesetzt.
Das Hinweisgeberschutzgesetz wurde am 2. Juni 2023 im Bundesgesetzblatt veröffentlicht und trat am 2. Juli 2023 in Kraft. Danach sollen Angestellte oder Beamte, die in einem privaten Unternehmen oder im öffentlichen Dienst relevante Gesetzesverstöße aufdecken, vor Kündigung und anderen Nachteilen geschützt werden. Hinweisgeber müssen sich grundsätzlich zunächst an bestimmte innerbetriebliche oder externe staatliche Meldestellen wenden. Nur im Notfall dürfen sie Hinweise direkt an die Öffentlichkeit geben. Der Gesetzentwurf geht über die Umsetzung der EU-Richtlinie zum Schutz von Whistleblowern hinaus, indem nicht nur die Aufdeckung von Verstößen gegen EU-Recht, sondern auch gegen deutsches Recht geschützt sein soll.

#### Österreich
Anfang Juli 1985 hatte der österreichische Botschafter in Athen, Herbert Amry, mit Fernschreiben und Telegrammen das österreichische Außenministerium wiederholt über Hinweise auf illegale österreichische Waffenexporte in den Iran informiert. Er hatte bei einer internationalen Waffenmesse in Griechenland Noricum-Manager bei Verhandlungen mit Kunden aus kriegführenden Staaten beobachtet. Am 12. Juli 1985 starb Amry unter ungeklärten Umständen, nachdem er zuvor seinen Presseattaché Ferdinand Hennerbichler gewarnt hatte, dass man sie beide umbringen wolle, weil sie illegale Waffengeschäfte aufgedeckt und an das österreichische Außenministerium gemeldet hatten. Am 30. August 1985 fertigten Reporter der Zeitschrift Basta in einem jugoslawischen Adriahafen Fotografien von einer Ladung Kanonen, die für den Iran bestimmt waren. Ende 1985 veröffentlichte Basta schließlich ihr vorliegende Informationen, und machte damit den Noricum-Skandal einer breiten Öffentlichkeit bekannt.
Die Whistleblower-Richtlinie ist bis Oktober 2021 in Österreich in nationales Recht umzusetzen. In Österreich besteht bisher hierzu keinerlei einschlägige Regelung, was die Umsetzung gesetzestechnisch erleichtert. Im Februar 2023 wurde die Richtlinie in nationales Recht, dem HinweisgeberInnenschutzgesetz HSchG, umgesetzt.
Alle Unternehmen ab fünfzig Mitarbeitern oder zehn Millionen Euro Umsatz haben ein Whistleblowing-System einzurichten, das die Meldung von Compliance-Verstößen erlaubt. Das gilt auch für Gebietskörperschaften mit zumindest zehntausend Einwohnern und für sämtliche Behörden. Dabei müssen nach Wahl des Hinweisgebers mehrere Informationskanäle ermöglicht werden. Es muss die Möglichkeit anonymer Meldungen eingeräumt werden, weil die Identität des Hinweisgebers vertraulich zu behandeln ist.
Das Hinweisgebersystem muss derart ausgestaltet sein, dass es glaubwürdig und verlässlich ist. Mitarbeiter müssen darauf vertrauen können, dass ihre Hinweise von ihren Vorgesetzten sachlich richtig und zeitnah behandelt werden. Dem Hinweisgeber ist eine Eingangsbestätigung zu erteilen. Er ist über den Fortgang der Angelegenheit zu unterrichten. Wird ein derartiges System von dem Unternehmen bzw. der Behörde nicht eingerichtet, erfolgt keine unmittelbare Sanktion gegen das Unternehmen bzw. die Behörde. Der Hinweisgeber ist in diesem Fall allerdings befugt, seine Hinweise unmittelbar in die Öffentlichkeit zu tragen.
Hinweisgeber sind nach der Whistleblower-Richtlinie arbeitsrechtlich geschützt und dürfen wegen ihres Hinweises keinerlei Nachteile erleiden. Bei arbeitsrechtlichen Sanktionen muss das Unternehmen bzw. die Behörde im Wege einer Beweislastumkehr deshalb beweisen, dass die Sanktion nicht auf den Hinweis des Hinweisgebers zurückzuführen ist.
Die Stadt Wien hat eine Whistleblowing-Plattform mit Hinweismanagement eingerichtet.
In Österreich ist auch der Sitz der Vereinigung „Whistleblowing.at“, die sich den Schutz und die Beratung von Whistleblowern zum Ziel gesetzt hat.
Nachdem die österreichische Regierung bei der Umsetzung der EU-Richtlinie 2019/1937 zum Schutz von Hinweisgebern (Whistleblowern) säumig war, wurde von der Europäischen Kommission ein Vertragsverletzungsverfahren gegen Österreich eingeleitet. Österreich hätte die Richtlinie bis spätestens 17. Dezember 2021 umsetzen müssen. Eva Geiblinger, Vorstandsvorsitzende der österreichischen Sektion der Antikorruptionsorganisation Transparency International, kritisiert die österreichisch Regierung scharf. „Knapp zwei Monate nach der Deadline wurde weder ein Entwurf präsentiert noch der Begutachtungsprozess gestartet. Das ist ein Armutszeugnis und ein Paradebeispiel, weshalb Österreich im Corruption Perceptions Index mit immer schlechteren Ergebnissen konfrontiert ist“ (Aussendung vom 10. Februar 2022). Im Februar 2023 wurde die Richtlinie als HinweisgeberInnenschutzgesetz (HSchG) in nationales Recht umgesetzt. Am 27. August 2023 meldete der ORF: „Seit dem Wochenende sind im öffentlichen Sektor Meldeplattformen zum Schutz von anonymen Hinweisgeberinnen und -gebern in Betrieb, die in Umsetzung einer EU-Whistleblower-Richtlinie implementiert wurden. Beim Bundesamt zur Korruptionsprävention und Korruptionsbekämpfung (BAK) wurde sowohl eine interne als auch eine externe Meldestelle eingerichtet, die interne Meldestelle des Justizressorts ist über ein webbasiertes Hinweisgebersystem erreichbar. Die justizielle Meldestelle existiert bereits seit 10. Juli und steht Bediensteten der Justiz, die Informationen über Rechtsverletzungen erlangt haben, zur Abgabe von anonymen Hinweisen zur Verfügung.“ Ein knappes Jahr später lautet ein Kommentar: „Dieses Gesetz habe wenig mit der Realität zu tun und führe zu erheblichem Aufwand bei Behörden und Unternehmen, zudem hätten Whistleblower keinerlei Rechtssicherheit.“

#### Schweiz und Liechtenstein
1984 enthüllte Rudolf Hafner, damals Revisor in der Finanzkontrolle des Kantons Bern, unter anderem die Zweckentfremdung von Lotteriegeldern und die Unterstützung von geheimen Abstimmungskomitees mit öffentlichen Geldern durch den Berner Regierungsrat. Hafner löste dadurch ein politisches Erdbeben aus, das als Berner Finanzaffäre bekannt wurde und bei der folgenden Wahl zu einer Veränderung der politischen Mehrheiten führte.
Anfang 2012 erregte ein Mitarbeiter der Basler Bank Sarasin großes Aufsehen, der das Schweizer Bankgeheimnis verletzte. Er teilte dem Nationalrat Christoph Blocher mit, dass im August 2011 vom Konto des Direktoriumspräsidenten der Schweizerischen Nationalbank, Philipp Hildebrand, 504'000 US-Dollar gekauft worden waren. Dies erweckte den Eindruck eines Insiderhandels. Hildebrand trat kurz darauf zurück; der Informant zeigte sich Anfang Januar 2012 selbst bei der Polizei an. Ihm wurde daraufhin fristlos von seiner Bank gekündigt, ein Strafverfahren gegen ihn wurde eingeleitet.
Hervé Falciani, ein früherer Informatiker bei der HSBC-Bank in Genf, hat den französischen, britischen und deutschen Steuerbehörden Daten von Tausenden Steuerbetrügern verschafft. Die Schweiz hat ihn 2015 wegen „Wirtschaftsspionage“ zu einer Gefängnisstrafe verurteilt und fordert seine Auslieferung von Spanien. Im April 2018 wurde Falciani in Madrid verhaftet. Der Whistleblower muss befürchten, an die Schweizer Behörden ausgeliefert zu werden. Er wurde nach 24 Stunden unter strengen Auflagen wieder freigelassen.
Die eidgenössische Wettbewerbskommission WEKO bezeichnet die Selbstanzeige auch als Whistleblowing und betreibt zur Unterstützung dieser im Internet die Informationsseite Whistleblowing. und publiziert das Meldeformular Merkblatt und Formular zur Bonusregelung (Selbstanzeige). Der Beobachter führt unter sichermelden.ch ebenfalls eine Meldestelle.
Einem Arzt aus Liechtenstein war in einem vom EGMR im Jahr 2021 entschiedenen Fall gekündigt worden. Er hatte seinen ihm vorgesetzten Arztkollegen wegen des Verdachts der Tötung auf Verlangen heimlich angezeigt. Dies war arbeitsrechtlich relevant. Der Hinweisgeber hatte seinen Verdacht nicht auf dem internen Weg über die dafür zuständigen Stellen klären lassen, sondern sich unmittelbar an die Staatsanwaltschaft gewandt. Dies entspricht der ständigen Rechtsprechung, wonach in der Regel zunächst versucht werden muss, eine interne Klärung der Dinge herbeizuführen, bevor sich der Hinweisgeber an die Öffentlichkeit wenden darf.

#### Vatikanstaat
Der 2003 verstorbene Monsignore Renato Dardozzi hinterließ sein in der Schweiz angelegtes Geheimarchiv aus Akten des vatikanischen Staatssekretariats und Papiere der Vatikanbank Istituto per le Opere di Religione (IOR) dem Journalisten Gianluigi Nuzzi. Die Dokumente begründeten den Verdacht der Geldwäsche im Dienste der Mafia, der Blockade von Korruptionsermittlungen, von Schmiergeldaffären und geheimen Nummernkonten, die etwa das Geld des siebenmaligen Ministerpräsidenten Giulio Andreotti von der damaligen katholischen Volkspartei Democrazia Cristiana enthielten. Nuzzi erregte 2009 mit seinem Buch Vatikan AG – Ein Geheimarchiv enthüllt die Wahrheit über die Finanz- und Politskandale der Kirche über das Finanzgebaren der Vatikanbank großes Aufsehen. Der Bankpräsident, Angelo Caloia, musste nach 20 Jahren an der Spitze der Vatikanbank zurücktreten.
2011 gelangten immer wieder interne Dokumente des Heiligen Stuhls an die Medien. Nuzzi veröffentlichte 2012 das Sua Santita (Seine Heiligkeit: Die geheimen Briefe aus dem Schreibtisch von Papst Benedikt XVI.). Im Mai 2012 wurde Paolo Gabriele, ein Kammerdiener des Papstes, festgenommen, der Papiere an die Medien weitergegeben hatte, in denen es um Vorwürfe der Korruption, des Missmanagements und der Günstlingswirtschaft im Vatikan ging. 2013 befand sich die Vatikanbank IOR in einer schweren Krise wegen Geldwäsche, Blockade von Korruptionsermittlungen, Schmiergeldaffären und geheimen Nummernkonten.
Die Zeitung La Repubblica gab bekannt, auch nach Gabrieles Festnahme weitere Geheimpapiere zugespielt bekommen zu haben.

### Vereinigte Staaten von Amerika

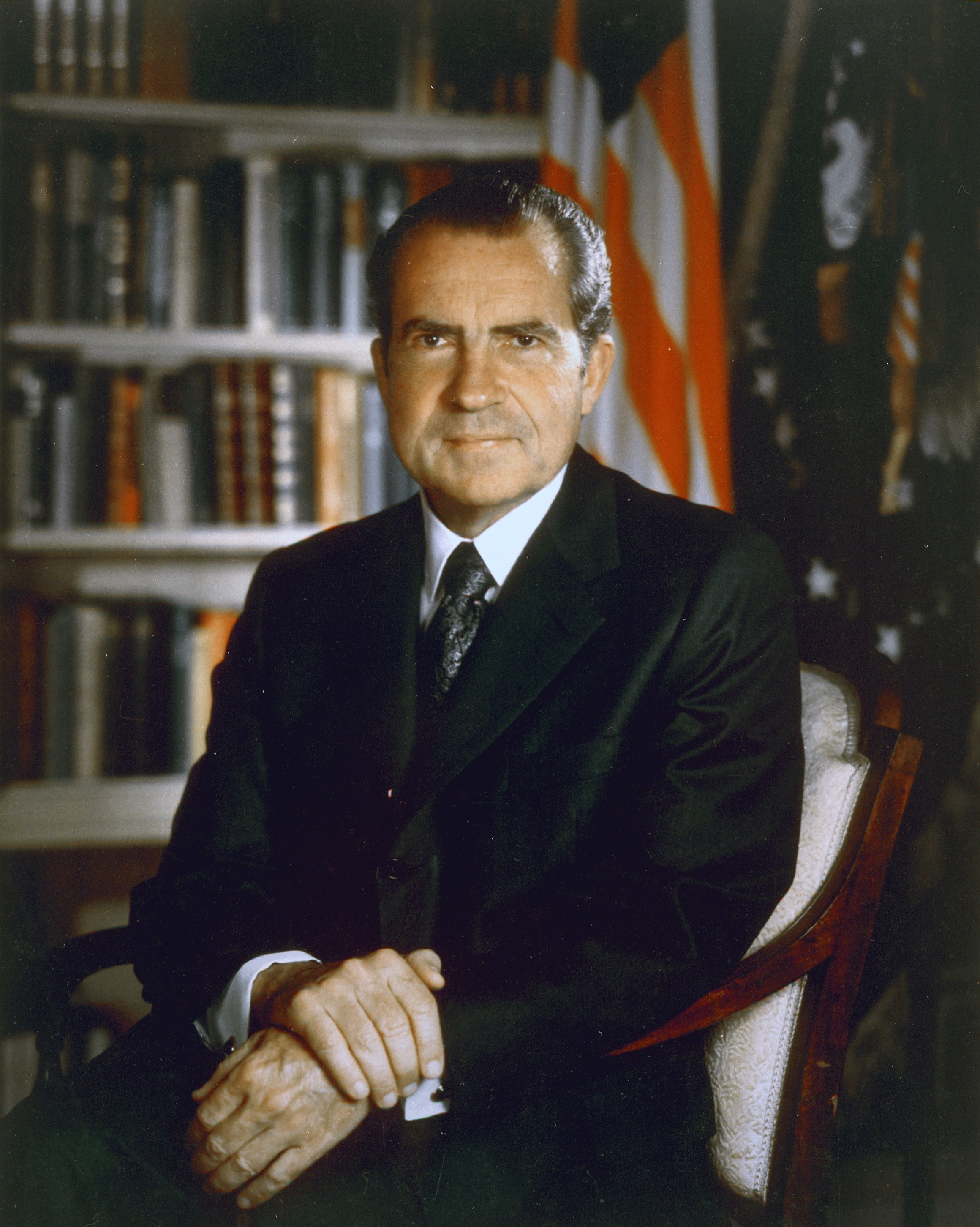
US-Präsident Richard Nixon musste 1974 wegen der Watergate-Affäre zurücktreten, die maßgeblich aufgrund der von dem Whistleblower Mark Felt (Deckname Deep Throat) gelieferten Informationen publik wurde.

Die USA schützen Whistleblower im Whistleblower Protection Act (deutsch Gesetz zum Schutz der Whistleblower). Zeigt ein Hinweisgeber Betrug zu Lasten der Regierung an, hat er Anspruch auf einen Anteil am eingebrachten Schadensersatz (False Claims Act, s. qui tam). 2002 wurden drei Whistleblower vom Time Magazine als Person of the Year ausgezeichnet.

#### Sarbanes-Oxley Act (SOX)
Außerdem verabschiedete der US-Kongress 2002 im Anschluss an mehrere Finanzskandale den SOX. Nach diesem müssen US-Aktiengesellschaften und ihre Unternehmenseinheiten in der Europäischen Union sowie Nicht-US-Unternehmen, die an einer US-Börse notiert sind, im Rahmen ihres Prüfungsausschusses Verfahren zur Entgegennahme, Speicherung und Bearbeitung von Beschwerden einführen, die der Emittent in Bezug auf die Rechnungslegung, interne Rechnungslegungskontrollen und Wirtschaftsprüfungsfragen erhält; und zur vertraulichen, anonymen Einreichung von Beschwerden durch Angestellte des Emittenten in Bezug auf fragliche Rechnungslegungs- oder Wirtschaftsprüfungsangelegenheiten. Darüber hinaus enthält Abschnitt 806 des SOX Vorschriften zum Schutz von Beschäftigten börsennotierter Unternehmen, die Beweise für Betrug vorlegen, vor solchen Vergeltungsmaßnahmen, die wegen der Nutzung des Meldeverfahrens gegen sie ergriffen werden könnten.

#### Whistleblower während der Regierungszeit von Obama
Barack Obama, US-Präsident von 2009 bis 2017, äußerte sich vor seiner ersten Wahl zum Präsidenten bewundernd über Whistleblower als „wertvollste Quelle“ für Informationen über Regierungsfehlverhalten und versprach, sich für die Steigerung der Transparenz von Regierungshandeln einzusetzen. Kritiker haben angemerkt, dass während seiner Präsidentschaft bereits bis zum Jahr 2011 fünf Whistleblower aus dem US-Geheimdienstbereich unter dem Espionage Act angeklagt worden waren, das auch die Todesstrafe vorsieht. Das seien mehr Fälle als unter allen US-Präsidenten vor ihm zusammengenommen. Er habe seine diesbezüglichen Wahlversprechen vollständig gebrochen. Der ehemalige NSA-Mitarbeiter Thomas Drake, der bereits ab 2003 über ungesetzliche Überwachungsmaßnahmen und eine von ihm festgestellte Geldverschwendung des Geheimdiensts an die Öffentlichkeit gegangen war, meinte dazu, dass er Obama selbst gewählt habe und damals große Hoffnungen in ihn gesetzt habe. Diese seien aber sehr enttäuscht worden; Obama habe die Geheimhaltungspraxis des Staates auf ein Niveau gebracht, das selbst George W. Bush „nicht einmal beabsichtigt habe“. Obama sei in dieser Hinsicht „schlimmer als Bush“, die Amerikaner seien von ihm getäuscht worden („hoodwinked“). Drake war wegen seines Whistleblowings unter dem Espionage Act angeklagt worden und ihm drohte eine 35-jährige Haftstrafe; die Anklage fiel 2011 im Prozess allerdings in allen Anklagepunkten in sich zusammen. Drake wurde nur wegen „Zweckentfremdung“ eines NSA-Computers zu einem Jahr auf Bewährung verurteilt, wobei er selbst half, diesen Anklagepunkt zu finden, damit der Staat sein „Gesicht wahren“ konnte.
2014 zahlte die US-Börsenaufsichtsbehörde SEC einem Whistleblower 30 Millionen US-Dollar aus.
2016 zahlte sie einem ehemals leitenden Finanzmanager des US-Agrarchemiekonzerns Monsanto für seine Hinweise auf irreguläre Buchhaltung fast 22,5 Millionen Dollar.

#### Whistleblower während der Regierungszeit von Trump
In den ersten fünf Monaten der Präsidentschaft von Donald Trump sind Medien, zum Beispiel den Tageszeitungen Washington Post und New York Times, zahlreiche Informationen zugetragen worden.
Geleakte Informationen veranlassten Michael T. Flynn am 13. Februar 2017 zum Rücktritt.
Trump hat Leaker am 15. Februar 2017 als kriminell bezeichnet.

### Indien
In Indien schützt das Gesetz Whistleblower zunehmend (vgl. Whistleblower Protection Act, deutsch Gesetz zum Schutz der Whistleblower).

### Panama
Im Fall der Panama Papers, der in Panama spielt, ist der Whistleblower bis heute unbekannt. Dieser Skandal hat bis heute weltweite Auswirkungen.

## Gesellschaftliche Anerkennung

### Internationaler Whistleblower-Preis
Seit 1999 wird in Deutschland alle zwei Jahre ein internationaler Whistleblower-Preis vergeben (siehe Weblinks). Der Preis wurde von der Vereinigung Deutscher Wissenschaftler (VDW) und der Deutschen Sektion der International Association of Lawyers against Nuclear Arms (IALANA) gestiftet. Auch Transparency International beteiligt sich an der Preisvergabe. Der Preis soll die Öffentlichkeit für das Whistleblowing sensibilisieren und die – häufig von Entlassung und Maßregelungen betroffenen oder bedrohten – Preisträger unterstützen. Die bisherigen Preisträger sind:
- 1999: Alexander Nikitin – ehemaliger sowjetischer Marinekapitän, der auf unsichere Atommülllager und gefährliche Praktiken der russischen Nordflotte aufmerksam machte;
- 2001: Margrit Herbst – deutsche Tierärztin, die 1994 die Öffentlichkeit über die Vertuschung der ersten BSE-Fälle informierte;
- 2003: Daniel Ellsberg – hochrangiger Mitarbeiter des US-Verteidigungsministeriums, der 1971 die Pentagon-Papiere an die Presse weitergab;
- 2005: Theodore A. Postol – Physiker am MIT, der das US-Raketenabwehrprogramm GMD kritisierte und dabei dem Lincoln Laboratory des MIT Wissenschaftsbetrug sowie dem MIT selbst Vertuschung vorwarf;
- 2005: Árpád Pusztai – Biochemiker am Rowett Institute in Aberdeen, der bei Ratten-Fütterungsversuchen mit Gen-Kartoffeln Schäden am Immunsystem und Wachstumsstörungen von Organen feststellte und dies veröffentlichte;
- 2007: Liv Bode – deutsche Wissenschaftlerin, die den Verdacht der Kontamination von Plasmaspenden mit infektiösen Bestandteilen mit dem Borna Disease Virus 1 (BoDV-1) im Bereich der Infektionsforschung am Robert Koch-Institut in Berlin zu klären versuchte;
- 2007: Brigitte Heinisch – Altenpflegerin in einer Berliner Einrichtung von Vivantes, die die dortige unzureichende Pflege und Betreuung alter und hilfebedürftiger Menschen durch eine Strafanzeige wegen Betrugs öffentlich machte. Sie wurde daraufhin fristlos gekündigt. Die Kündigung wurde von den deutschen Arbeitsgerichten bestätigt. Der Europäische Gerichtshof für Menschenrechte in Straßburg sah darin jedoch einen Menschenrechtsverstoß, weil die deutschen Gerichte bei der Bewertung des Whistleblowings nicht in ausreichendem Maße die Meinungsfreiheit der Arbeitnehmerin und das öffentliche Interesse an der Information berücksichtigt hatten. Er sprach der Betroffenen eine Entschädigung für den Arbeitsplatzverlust zu.[88][89] In der daraufhin erhobenen Restitutionsklage gegen die Arbeitgeberin schlossen die Parteien am 24. Mai 2012 vor dem Landesarbeitsgericht Berlin-Brandenburg einen Vergleich, nach dem Heinisch eine Abfindung im hohen fünfstelligen Bereich erhält und das Arbeitsverhältnis nach Ablauf der ordentlichen Kündigungsfrist am 31. März 2005 endete.[90][91]
- 2009: Rudolf Schmenger und Frank Wehrheim – für die Aufdeckung von Steuerhinterziehung der Commerzbank und der Deutschen Bank von 500 Mio. Euro[92] und ihren Einsatz für den Erhalt effektiver Arbeitsmethoden bei der Steuerfahndung Frankfurt im Kampf gegen Steuerhinterziehung – auch gegen den Widerstand der Finanzverwaltung.[93] (Siehe Steuerfahnderaffäre.)
- 2011: Rainer Moormann – Atomwissenschaftler am Forschungszentrum Jülich, der aufdeckte, dass der 1988 stillgelegte Kugelhaufen-Versuchsreaktor AVR in Jülich im Normalbetrieb jahrelang mit gefährlich überhöhten Kerntemperaturen betrieben worden war.[94][95]
- 2011: Anonymus – für die Publikation des unter dem Titel Collateral Murder bekanntgewordenen Dokumentations-Videos über einen von US-Soldaten im Irak durchgeführten Luftangriff, den die verleihenden Vereinigungen als schweres Kriegsverbrechen einschätzen. Die Preisübergabe an den Whistleblower sollte erfolgen, sobald dessen Identität feststand.[94][95] Heute ist bekannt, dass es sich bei dem Whistleblower um den ehemaligen US-Soldaten Bradley Manning, heute Chelsea Manning, handelte. Da sich Manning jedoch in amerikanischer Haft befand, konnte die Preisverleihung nicht auf dem üblichen Weg erfolgen.
- 2013: Edward Snowden – ehemaliger technischer Mitarbeiter der US-amerikanischen Geheimdienste NSA und CIA, der mit Hilfe Tausender kopierter Dokumente die Existenz von Programmen amerikanischer und britischer Geheimdienste öffentlich machte, die der Totalüberwachung des weltweiten Internetverkehrs dienen, darunter PRISM, Tempora und Boundless Informant.[96] Der Preis wurde ihm in Abwesenheit verliehen. In einer von Jacob Appelbaum überbrachten Botschaft Snowdens dankte dieser „allen, die sich an der Debatte beteiligt haben“ und ergänzte: „Regierungen sind uns Rechenschaft schuldig für ihre Entscheidungen.“[97] (Siehe auch: Überwachungs- und Spionageaffäre 2013)
- 2015: Brandon Bryant – für Aussagen über seinen Einsatz als Pilot von Kampfdrohnen der United States Air Force; Gilles-Éric Séralini – für Untersuchungen über Gefahren des Herbizids Roundup (Séralini-Affäre) sowie posthum Léon Gruenbaum (1934–2004) – für das Aufdecken der Rolle des ehemaligen Geschäftsführers am Kernforschungszentrum Karlsruhe Rudolf Greifeld während des Zweiten Weltkrieges als Kriegsverwaltungsrat in Paris.[98][99]
- 2017: Martin Porwoll und Marie Klein – kaufmännischer Leiter und pharmazeutisch-technische Assistentin der „Alten Apotheke“ in Bottrop, die den Verdacht enthüllten, dass dort jahrelang illegale Panscherei mit Anti-Krebsmitteln (Zytostatika) praktiziert wurde, wodurch mehrere Tausend schwer- und oft todkranker Krebspatienten geschädigt wurden. Martin Porwoll hatte die Zahlen zwischen den tatsächlich gelieferten und abgerechneten Wirkstoffen verglichen und Anzeige erstattet. Marie Klein hatte einen Infusionsbeutel, der eigentlich hätte vernichtet werden sollen, sichergestellt und den Ermittlern übergeben.[100][101]
- 2017: Can Dündar für seine Enthüllungen einer unter Verstoß gegen geltendes Völkerrecht unternommenen Lieferung von Waffen und militärischer Ausrüstung nach Syrien an terroristische Dschihadisten Anfang 2014 durch den Geheimdienst MIT des NATO-Mitgliedsstaates Türkei.[102]

### Weitere Preise und Auszeichnungen
Ein weiterer Whistleblower-Preis ist der seit 2004 jährlich verliehene Ridenhour Truth-Telling Prize. Der Sam Adams Award wird an Mitarbeiter von Nachrichtendiensten verliehen, die Missstände öffentlich gemacht haben.

## Übersicht bekannter Whistleblower

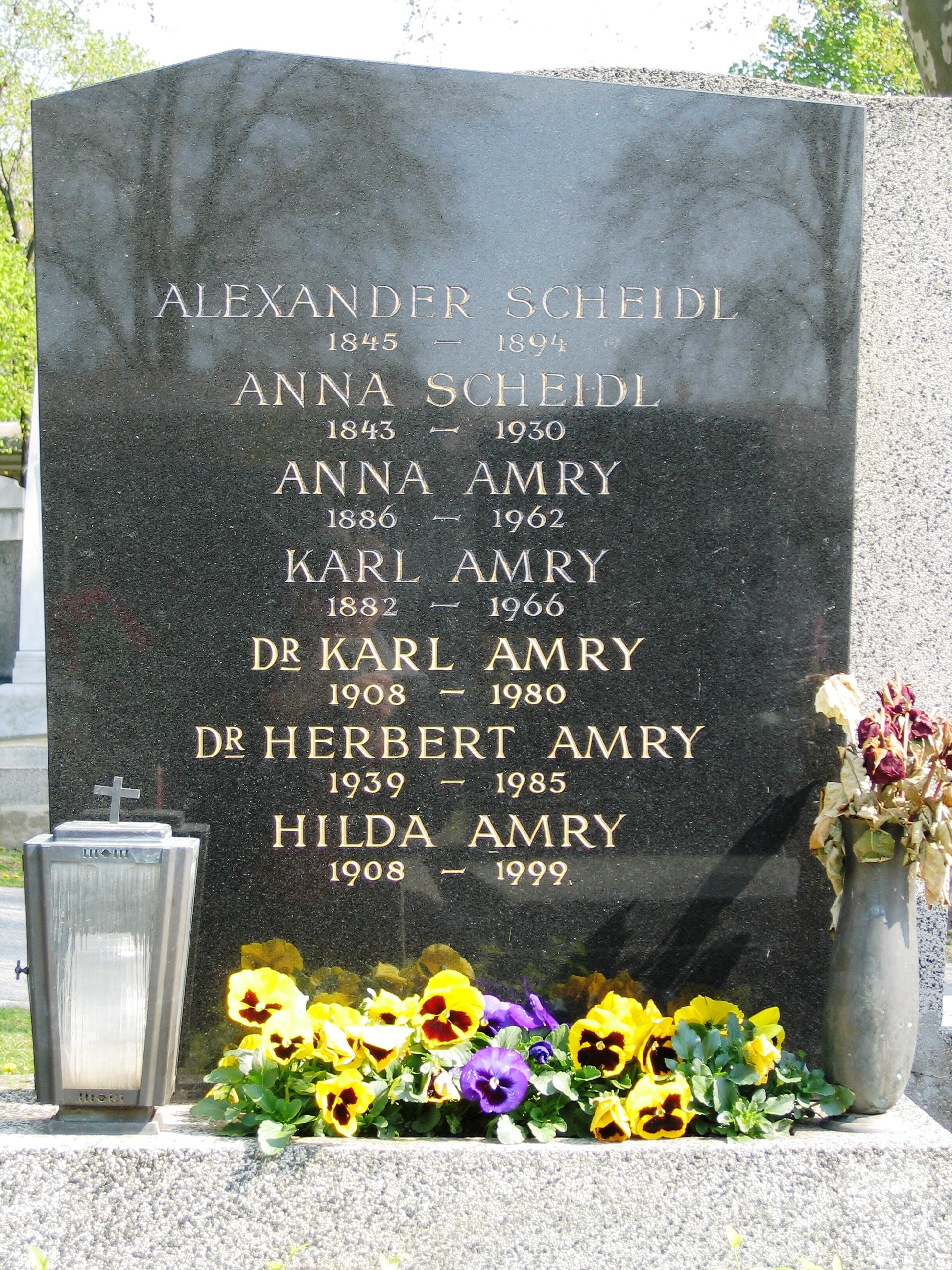
Grab des österreichischen Diplomaten und Nahostexperten Herbert Amry in Wien. Er verstarb plötzlich im Alter von 46 Jahren, kurz nachdem er die österreichische Regierung wiederholt auf illegale Waffengeschäfte durch das staatliche Unternehmen Noricum hingewiesen hatte.

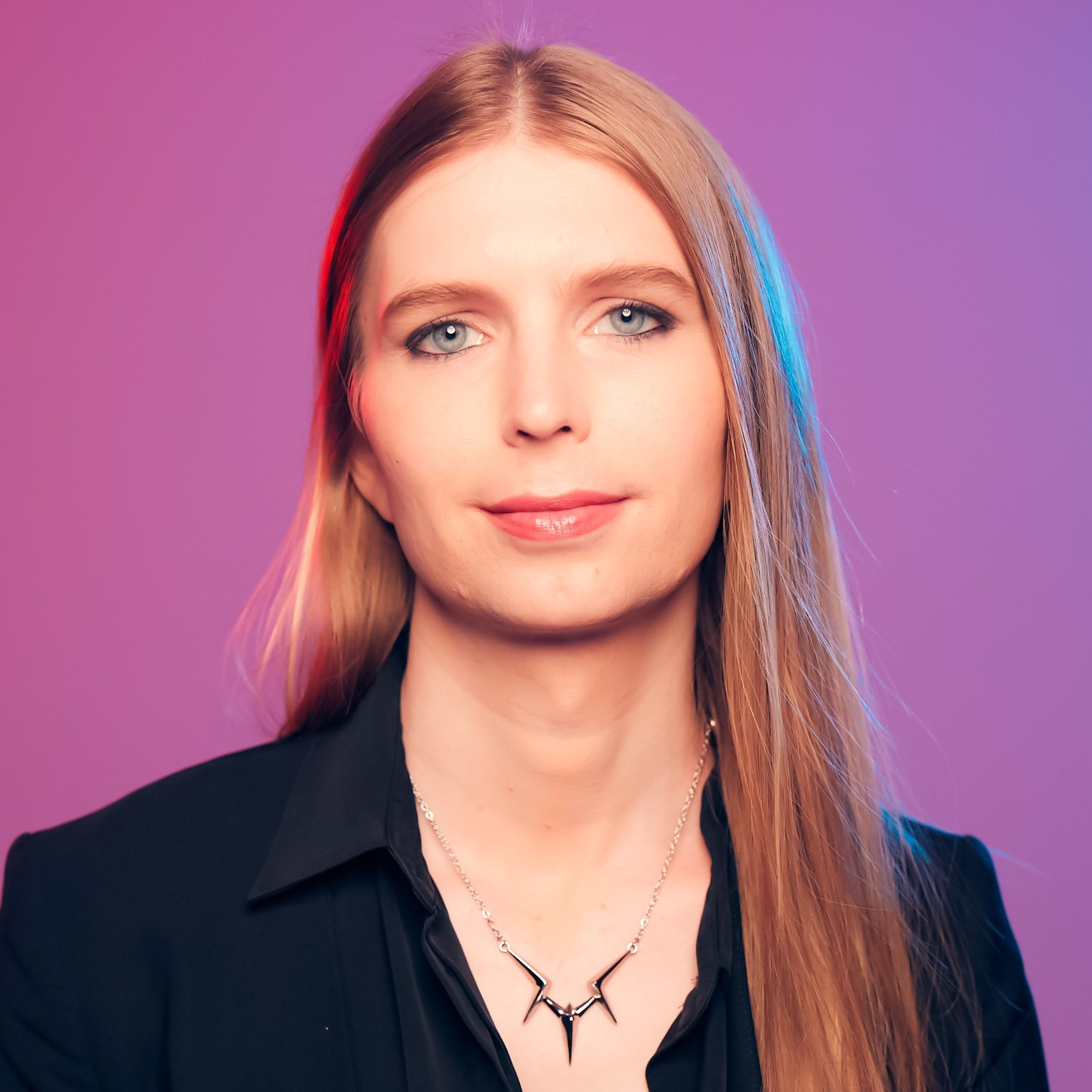
Die US-Soldatin Chelsea Manning (damals Bradley Manning) machte geheime Dokumente über die US-Einsätze im Irak und in Afghanistan öffentlich, weil sie die Öffentlichkeit auf das ihrer Meinung nach „unmoralische Handeln“ ihrer Regierung aufmerksam machen wollte, wie etwa Folter von Verdächtigen. Im August 2013 wurde sie zu 35 Jahren Haft und einer Geldstrafe von 100.000 US-$ verurteilt. Ihre Haftbedingungen und Behandlung durch US-Behörden wurden mehrfach massiv kritisiert, unter anderem von der UNO.

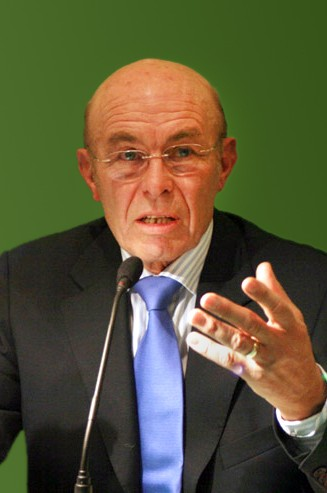
Der bayerische Finanzbeamte Wilhelm Schlötterer machte in den 1970er und 1980er Jahren die Einflussnahme von CSU-Politikern auf Steuerangelegenheiten von Freunden und Prominenten publik, was ihm erhebliche berufliche Nachteile und Probleme einbrachte.

- 1782: Johann Melchior Kubli Herausgabe der brisanten Akten an den Journalisten Heinrich Ludwig Lehmann im Hexenprozess um Anna Göldi
- 1780 Johann Heinrich Waser wegen der Veröffentlichung angeblich geheimer Statistiken durch die Zürcher Obrigkeit hingerichtet
- 1929: Carl von Ossietzky deckte in einem Artikel in der Weltbühne die verbotene Aufrüstung der Reichswehr auf.
Siehe auch: Weltbühne-Prozess
- 1934: Herbert von Bose – Pressechef des konservativen Vizekanzlers in der Frühphase der Regierung Adolf Hitler, Franz von Papen. Von Bose gab heimlich geheime Informationen und Unterlagen über von den Nationalsozialisten verübte Gräueltaten an den britischen Journalisten Claud Cockburn und anderen ausländischen Presseleuten zur Veröffentlichung in ihren Heimatländern weiter; nachdem die Nationalsozialisten darauf aufmerksam wurden, dass die Enthüllungsartikel in der von Cockburn herausgegebenen The Week und in anderen ausländischen Zeitungen sich auf Materialien stützten, die aus der von Bose geleiteten Pressestelle des Vizekanzlers kommen mussten, ordnete Hitler die Einbeziehung dieser Stelle in die politische Säuberungsaktion vom 30. Juni 1934 an. Von Bose wurde bei der Besetzung seiner Dienststelle durch Angehörige der Leibstandarte SS Adolf Hitler hinterrücks erschossen.[106]
- 1960: William Hamilton Martin und Bernon F. Mitchell
- 1963: Werner Pätsch, ein Mitarbeiter des Verfassungsschutzes, der die Verletzung von Post- und Fernmeldegeheimnis durch deutsche, amerikanische und britische Geheimdienste sowie die Beschäftigung ehemaliger Nazis aufdeckte
- 1967: Meier 19, ein Polizist der Stadtpolizei Zürich, der 1967 eine Polizei- und Justizaffäre an die Öffentlichkeit brachte und danach verfolgt wurde; über seinen Fall gibt es ein Buch und einen Film.
- 1972/1973: William Mark Felt Sr., ehemaliger US-amerikanischer FBI-Agent; am 31. Mai 2005 wurde nach 33 Jahren Geheimhaltung durch die Reporter Bob Woodward und Carl Bernstein der Washington Post bekannt, dass er unter dem Pseudonym Deep Throat wichtigster Informant in der Watergate-Affäre war; die Informationen Felts führten letztendlich zum Rücktritt des US-Präsidenten Richard Nixon.
- Kathryn Bolkovac, eine US-amerikanische Polizeiermittlerin, die über den privaten Militärdienstleister DynCorp bei der UNO in der IPTF eingesetzt wurde. Sie ermittelte mit Unterstützung von Madeleine Rees im Nachkriegsbosnien gegen Menschenhändler und Zuhälter und stellte fest, dass Angehörige verschiedener UN-Organisationen für die Prostituierten zahlten und an der sexuellen Ausbeutung der Frauen teilnahmen. Nachdem sie das aufdeckte und verschiedene, auch höhere Ränge der UN-Organisationen aufgefordert wurden, ihre Posten zu räumen, wurde sie von DynCorp entlassen. Ihre Geschichte wurde in Whistleblower – In gefährlicher Mission verfilmt.
- 1985: Herbert Amry, ein österreichischer Diplomat und Nahost-Experte. Er machte 1985 die österreichische Regierung beharrlich auf illegale Waffengeschäfte einer staatseigenen Rüstungsfirma mit dem damals kriegführenden Iran aufmerksam. Kurz darauf starb er plötzlich mit 46 Jahren an Herzversagen. Einige Jahre später lösten seine Enthüllungen eine Staatsaffäre in Österreich aus, den Noricum-Skandal.
- 1985: Roger Boisjoly, ein US-amerikanischer Raumfahrtingenieur, der seit Juli 1985 vergeblich vor einem fatalen Defekt an Dichtungsringen des Space Shuttle warnte, der schließlich genau wie von ihm vorhergesagt zur Challenger-Katastrophe am 28. Januar 1986 führte.
- 1986: Mordechai Vanunu, ein israelischer Atomtechniker, der 1986 westlichen Medien verriet, dass Israel die Atombombe besitzt; er wurde vom israelischen Geheimdienst von Italien nach Israel verschleppt und wegen Geheimnisverrates von einem israelischen Gericht zu einer 18-jährigen Haftstrafe verurteilt.
- 1997: Christoph Meili, ehemaliger Wachmann einer privaten Sicherheitsfirma, die für die schweizerische Großbank UBS tätig war; schmuggelte 1997 vermeintliche Holocaust-Dokumente aus der Bank und rettete sie vor dem Aktenvernichter.
- 1998: Paul van Buitenen, EU-Kontrollbeamter, der sich 1998 öffentlich gegen die betrügerischen Machenschaften einiger Mitglieder der Europäischen Kommission wandte; als Folge seiner Aktion musste die ganze Kommission zurücktreten; eine weitere Folge war, dass Paul van Buitenen vier Monate lang beurlaubt wurde (mit Halbierung seines Entgelts) und danach an eine „ungefährliche“ Stelle versetzt wurde; von 2004 bis 2009 war er Mitglied des Europaparlaments für die niederländische Kleinpartei Europa Transparant; heute arbeitet er wieder als Beamter der Europäischen Kommission.
- 2001: Habib Souaïdia, Offizier einer algerischen Antiterroreinheit, warf 2001 der algerischen Regierung Staatsterrorismus vor.[107] Sie habe während des Bürgerkriegs der 1990er Jahre, in dem nach Schätzungen von amnesty international bis zu 200.000 Menschen starben,[108] unter strengster Geheimhaltung einen „schmutzigen Krieg“ gegen die eigene Bevölkerung geführt. Offiziell führte die Regierung Krieg gegen islamistische Terrorgruppen, die Terroranschläge gegen Soldaten und Zivilisten begingen. Laut Souaïdia seien jedoch an zahlreichen Massakern an der Zivilbevölkerung Militärangehörige zumindest beteiligt gewesen, und er sei selbst Zeuge gewesen, wie Geheimagenten des Staates getarnt Terroranschläge gegen Zivilisten verübten, für die dann offiziell und fälschlich die islamistischen Terroristen verantwortlich gemacht worden seien.[109][110][111] Laut anderen Whistleblowern aus den Geheimdiensten sei die Führungsspitze der größten Terrorgruppe Groupe Islamique Armé (GIA – übersetzt: „Bewaffnete islamische Gruppe“) von Agenten der algerischen Geheimdienste unterwandert gewesen, und die Geheimdienste hätten selbst neue terroristische Gruppen gebildet, die dann „völlig außer Kontrolle geraten“ seien.[110][109] Die algerische Regierung ließ Souaidia, der ins Exil nach Frankreich gegangen war, im Jahr 2002 für seine Aussagen in Abwesenheit zu 20 Jahren Gefängnis verurteilen. Seine auch von anderen Zeugen[110] in ähnlicher Form bestätigten Vorwürfe wurden nie offiziell untersucht.[111] Stattdessen wurde dem Volk im Jahr 2005 eine Generalamnestie für die Verbrechen aller Konfliktparteien zur Abstimmung vorgelegt, die jegliche Verantwortung der Staatsorgane für schwere Menschenrechtsverletzungen verneinte und die gerichtliche Aufklärung des gewaltsamen „spurlosen Verschwindens“ tausender Menschen verhindert.[108]
- Katharine Gun, Übersetzerin beim britischen Geheimdienst GCHQ, gab der Öffentlichkeit preis, dass UN-Behörden und -Delegierte vom britischen Geheimdienst abgehört werden; sie konnte ihre Beteiligung an den Vorbereitungen zum Irak-Krieg nicht mit ihrem Gewissen vereinbaren; vom Gericht wurde sie freigesprochen.
- Joseph C. Wilson, Ehepartner der gesetzeswidrig enttarnten CIA-Geheimagentin Valerie Plame. Wilson hatte vor dem Irakkrieg öffentlich die von ihm aufgedeckte Tatsache verbreitet, dass Saddam Hussein entgegen den Verlautbarungen der US-Regierung keinen Atomwaffenrohstoff aus dem Niger gekauft hatte. Dies löste als Racheakt die Aufdeckung der Agententätigkeit seiner Ehefrau durch US-Regierungskreise aus. Lewis Libby, ein Berater von Vizepräsident Dick Cheney, wurde für den Verrat später zu einer Haftstrafe verurteilt, aber unmittelbar anschließend von Präsident George W. Bush begnadigt.
- 2004: Hans-Peter Martin, Mitglied des Europäischen Parlaments, versuchte im Jahre 2004 Tagegeld-Erschleichungen zu beweisen.
- 2005: Matthew Diaz, ehemaliger Lieutenant Commander und Jurist der United States Navy, schickte dem Center for Constitutional Rights, eine Non-Profit-Organisation, die sich für die Grund- und Menschenrechte und deren Weiterentwicklung einsetzt, die Liste der Guantanamo Bay Gefangenen.
- 2010: Chelsea Manning, damals Bradley Manning, spielte vermutlich 2010 der Plattform WikiLeaks ein vom US-Militär zurückgehaltenes Video zu den Luftangriffen in Bagdad vom 12. Juli 2007 und zahlreiche weitere Dokumente zu. In dem Video ist zu sehen, wie aus einem US-Kampfhubschrauber Zivilisten erschossen werden, unter ihnen auch Reporter von Reuters, begleitet von zynischen Kommentaren der Hubschrauberbesatzung. Außerdem soll Manning Depeschen US-amerikanischer Botschaften an WikiLeaks weitergeben haben, welche veröffentlicht wurden und weltweit für erhebliches Aufsehen sorgten. Manning stand in den USA vor Gericht, ihr drohte eine lebenslange Haftstrafe wegen Geheimnisverrats und möglicherweise „Zusammenarbeit mit dem Feind“. Am 30. Juli 2013 wurde sie in 19 von 21 Anklagepunkten für schuldig befunden und am 21. August 2013 zu 35 Jahren Haft und einer Geldstrafe von 100.000 US-$ verurteilt. Am 17. Mai 2017 wurde Manning freigelassen.
- Rudolf Elmer, ehemaliger schweizerischer Bankmitarbeiter, gab Kunden- und Geschäftsdaten von mutmaßlichen Steuerhinterziehern an Steuerbehörden, Medien und an WikiLeaks weiter.
- Sean Hoare, ein ehemaliger Reporter der eingestellten Boulevardzeitung News of the World, belastete 2010 als erster den damaligen britischen Regierungssprecher Andy Coulson und packte über die illegalen Recherchepraktiken der Zeitung aus. Er starb im Juli 2011.[112][113]
- David Kelly, ein britischer Mikrobiologe, Biowaffenexperte und Berater des englischen Verteidigungsministeriums. Er war nach späteren Aussagen der BBC die Hauptquelle für einen BBC-Bericht, in dem der britischen Regierung vorgeworfen wurde, vor dem Irakkrieg Geheimdienst-Berichte über irakische Massenvernichtungswaffen aufgebauscht zu haben. Kelly soll im Jahr 2003 zwei Tage nach einer Vernehmung vor einem Untersuchungsausschuss des britischen Parlaments Selbstmord begangen haben.
- Miroslaw Strecker, Lastwagenfahrer, der maßgeblich zur Aufdeckung eines Fleischskandals in Deutschland beigetragen hat. Strecker wurde für sein Engagement mehrfach ausgezeichnet.[114]
- Wilhelm Schlötterer versuchte während seiner Tätigkeit in der bayerischen Finanzverwaltung in den 1970er Jahren gegen Einflussnahmen von Spitzenpolitikern zugunsten wohlhabender Freunde und Prominenter in Steuerangelegenheiten vorzugehen. Er machte die Missstände auch publik, was ihm erhebliche berufliche Nachteile einbrachte. In einem Buch schrieb er 2009 unter anderem, dass Franz Josef Strauß ein Vermögen von 400 Millionen D-Mark hinterlassen habe, was ihm eine Anzeige der Strauß-Familie einbrachte. Im Juni 2012 wurden Zeugenaussagen bekannt, die seine Version zu stützen scheinen.[115]
- Klaus Förster, der Leiter der Steuerfahndungsstelle in Sankt Augustin, deckte das Geldwäschesystem mit dem Kloster der Steyler Missionare und weitere „Waschanlagen“, getarnt als angeblich gemeinnützige Vereine wie die „Staatsbürgerliche Vereinigungen“, auf. Die Ermittlungen, die er angefangen hatte und selbst nicht zu Ende bringen durfte, mündeten in die bedeutendsten Parteispendenskandale der Bundesrepublik Deutschland, wie den Flick-Parteispendenskandal und den Parteispenden-Prozess gegen den CDU-Bundesschatzmeister Walther Leisler Kiep und seinen Generalbevollmächtigten Uwe Lüthje.
- Inge Hannemann, seit 2005 beschäftigt im Jobcenter Hamburg-Altona, bringt öffentlich Missstände bei der Vermittlung von Arbeitslosen innerhalb des Systems Hartz IV zur Sprache; im Juni 2013 gab es dazu einen Anhörungstermin vor dem Arbeitsgericht Hamburg.[116][117][118][119][120]
- William Binney, der 32 Jahre beim US-Geheimdienst NSA war und dann 2001 zum Whistleblower wurde, als nach 9/11 das Inlandsüberwachungsprogramm Stellar Wind gestartet wurde. Stellar Wind, ursprünglich für die Auslandsspionage entwickelt, wurde für die Überwachung innerhalb der USA verändert.[121]
- Joseph Darby, ein US-amerikanischer Sergeant der US-Militärpolizei, der 2004 durch Übergabe einer CD mit Fotografien und einer anonymen Kurzbeschreibung an den Special Agent Tyler Pieron vom US Army Criminal Investigation Command dazu beitrug, die Gefangenenmisshandlung in Abu Ghraib ans Licht der Öffentlichkeit zu bringen. Er löste damit eine Lawine von Nachforschungen und Medienberichten über diese gravierende Verletzungen der Genfer Konventionen aus.[122]
- Anders Kærgaard, ein dänischer Nachrichtendienstoffizier, der 2012 Folterungen an Zivilisten während des Irakkrieges unter Duldung des dänischen Militärs offenlegte.
- Sibel Edmonds, die Ungereimtheiten bei 9/11-Untersuchungen, die Verstrickung von US-Politikern in Drogenlieferungen und die Korruption im Pentagon aufdeckte.
- Hans-Helge Jürgens deckte ab 1975 als Angestellter der TU Braunschweig den maroden Zustand des Versuchsendlagers Asse auf.[123]
- Pav Gill, singapurischer Anwalt, der als Whistleblower den Wirecard-Skandal aufdeckte, der als das größte Wirtschaftsverbrechen der deutschen Nachkriegsgeschichte gilt.

## Organisationen und Dienste
Whistleblower-Netzwerk e. V. setzt sich seit 2006 für Whistleblowerschutz ein. Seine Arbeitsfelder sind Rechtspolitik, Beratung von Unternehmen, Behörden und Organisationen, Unterstützung von Whistleblowern, Aufklärung der Öffentlichkeit sowie internationale Kooperationen und networking. Der von Hans-Joachim Selenz gegründete CleanState e. V. begreift sich als deutschlandweite Anlaufstelle für Whistleblower.
Die Website WikiLeaks bietet Whistleblowern die Möglichkeit, bislang geheim gehaltene Dokumente anonym im World Wide Web zu veröffentlichen. Ende Juli 2012 eröffnete die Wochenzeitung Die Zeit einen „digitalen Briefkasten“, wo Whistleblower Dokumente anonym hochladen können. Die Daten werden nicht unmittelbar veröffentlicht, sondern von Redakteuren weiter ausgewertet.
Die Gesellschaft für Freiheitsrechte will vor dem Hintergrund des Hinweisgeberschutzgesetz (HinSchG) Polizistinnen und Polizisten unterstützen, Missstände in den eigenen Reihen zu melden. Sie stellte im Oktober das Infoportal mach-meldung.org mit Informationen über Meldewege, rechtliche Rahmenbedingungen der Hinweisgabe sowie die Besonderheiten im öffentlichen Dienst bereit.

## Filme und Rundfunkberichte
- Sebastian Bellwinkel: Whistleblower – Die Einsamkeit der Mutigen. Deutschland, 2016, ARD-Dokumentation, 45 Min. (Fehlender rechtlicher Schutz an drei bekannten Beispielen A. Deltour (Luxemburg-Steuerminderung), M. Herbst (BSE in Deutschland), S. Ennullat (Verfolgung rechtsextremer Straftaten in Sachsen-Anhalt); Inhaltsangabe im tagesspiegel.de vom 20. November 2016)
- Ich verpfeife meine Firma – Zivilcourage im Beruf, Deutschland, Dokumentation, 1997, 45 Min., Ein Film von V. Thurn, Inhaltsangabe.
- Der aufrechte Gang und sein Preis. Frankreich, Dokumentation, 2007, 53 Min., Regie: Jean Robert Viallet, Mathieu Verboud, Produktion: arte, Inhaltsangabe von arte
- fiktionale Darstellung der Risiken, die Whistleblower eingehen: The Insider mit Al Pacino und Russell Crowe am Beispiel von: Jeffrey Wigand.
- Whistleblower – In gefährlicher Mission, Kanada/Deutschland 2010, 112 Min., Regie: Larysa Kondracki[128]
- Jeboja, Südkorea, 114 Min., Regie: Lin Soon-rye
- Stefan Maas und Jens Rosbach: Whistleblower – Enthüller oder Nestbeschmutzer?, Deutschlandfunk – „Hintergrund“ vom 9. Juni 2014
- Christine Westerhaus: Whistleblower in der Wissenschaft – Wer wagt, verliert, Deutschlandfunk – „Wissenschaft im Brennpunkt“ vom 4. Februar 2018